# Старицкая, Ефросинья Андреевна
Ефроси́нья Андре́евна Ста́рицкая (1516 — 20 октября 1569) — княгиня, урождённая Хованская (потомок в IX колене великого князя литовского Гедимина), супруга Андрея Ивановича, князя Старицкого (2 февраля 1533 года).

## Биография
В 1533 году Евфросинья вышла замуж за младшего брата Василия III князя Андрея Старицкого. Их единственный сын, Владимир, родился позже в том же году. После смерти мужа, поднявшего в Новгороде бунт против московского государя, вместе со своим сыном Владимиром в 1537—1540 годах находилась в заключении. В 1541 году по ходатайству князей Шуйских, возглавлявших опекунский совет над Иваном IV была освобождена вместе с сыном, которому вернули княжеский удел.
…пожаловал князь великий Иван Васильевич всея Русии, по печалованию отца своего Иоасафа митрополита и боляр своих, князя Владимира Андреевича и матерь его княгиню Ефросинию, княже Андреевскую жену Ивановича, из нятства выпустил, и велел быти князю Владимиру на отца его дворе на княже Андреевском Ивановича и с материю.
В марте 1553 года, во время тяжёлой болезни царя, бояре видели в сыне Ефросиньи кандидата на московский престол вместо сына Ивана IV царевича Дмитрия, к боярам примкнула и сама княгиня. Придворные разделились на две партии и победа досталась сторонникам царя. Была составлена крестоприводная запись на верность царевичу Дмитрию, которую Владимира заставили подписать, несмотря на возражения матери. К самой Ефросинье бояре трижды посылали требование «чтоб и она привесила свою печать к крестоприводной записи», что ею было сделано, но «много она бранных речей говорила».

### Опала
В мае 1563 года на Ефросинью и её сына был подан донос Ивану Грозному. Обвинённая «в неправде», она была насильно пострижена в Афанасьевском монастыре под именем Евдокии. Затем ей было позволено отправиться в основанный ею Воскресенский Горицкий монастырь и «поволи же ей государь устроити ествою и питьём и служебники и всякими обиходы по её изволению, и для береженья велел у неё в монастыре бытии Михаилу Ивановичу Колычёву да Андрею Фёдоровичу Щепотьеву да подьячему Андрею Шулепникову». Опальной княгине было разрешено сохранить при себе прислугу и ближних боярынь-советниц, которым было выделено несколько тысяч четвертей земли в окрестностях монастыря. Горицкий монастырь не стал для Ефросиньи местом тюремного заточения, ей разрешалось выезжать из него на богомолье в соседние обители.
Ефросинья известна своей златошвейной мастерской, устроенной ею в княжеской усадьбе, а затем перенесённой в Горицкий монастырь. Сохранилось 12 её работ, шесть из которых находятся в собрании Русского музея.

### Гибель и почитание
11 октября 1569 года вслед за убийством Владимира Старицкого и большей части его семьи по царскому приказу её утопили в реке Шексне вместе с сопровождавшими её монахинями (в их числе была невестка царя Иулиания (в иночестве Александра), жена его родного брата Юрия) и слугами. О её казни сообщает синодик опальных и князь Андрей Курбский:
Тогда же убил Владимира Старицкого, двоюродного брата своего, с матерью его Ефросиньей, княжной Хованской, которая происходила из рода великого князя Литовского Ольгерда, отца Ягайло, короля польского, и была воистину святой, постницей великой, во святом вдовстве и в монашестве воссиявшей…

Тела Ефросиньи и Иулиании были погребены в монастыре, и княгини стали почитаться местночтимыми Вологодскими святыми. Над их захоронением была возведена часовня, а в XIX веке каменный Троицкий собор, в котором над их могилой была установлена рака с надписью: 
Здесь покоются Великия Княгини: 1. Евфросиния, во иночестве Евдокия. 2. Иулиания, во иночестве Александра. 1569 Октября 15. Сии инокини, по воле Царя Иоанна Васильевича Грознаго, утоплены были в реке Шексне, которая протекает близ Горицкаго монастыря. Именитыя утопленницы плыли против воды и были взяты и погребены с подобающею честию, как царския особы.
В 2007 году в Горицком монастыре были найдены два женских погребения, которые, предположительно, принадлежат святым княгиням Ефросинье и Иулиании. Начался сбор материалов в Комиссию по канонизации святых РПЦ для установления им общецерковного почитания. По другой версии, её гробница находилась в Вознесенском соборе Московского Кремля, в 1930 году саркофаг перенесли в подвал Архангельского собора.

## В искусстве
- В фильме «Иван Грозный» (1944 год) Сергея Эйзенштейна роль княгини Ефросиньи играет Серафима Бирман. Княгиня показана главой боярского заговора против царя Ивана IV.
- В телесериале «Иван Грозный» (2009 года) Андрея Эшпая роль княгини Ефросиньи играет Евгения Симонова.
- В телесериале «Грозный» (2020 года) роль княгини Ефросиньи исполняет Людмила Чиркова.